# Trofeo Mundial de Rugby Juvenil 2013
El Trofeo Mundial de Rugby Juvenil 2013 fue la sexta edición de la competición que anualmente lleva a cabo la International Rugby Board (IRB) y la segunda que tendrá a Chile como sede.
El torneo, que estuvo organizado por la IRB y la federación chilena, otorgó al equipo italiano por ser el ganador un cupo para avanzar al VII Campeonato Mundial de Rugby Juvenil a disputarse en Nueva Zelanda en el 2014.
La ciudad sede fue Temuco, luego de que la alcaldesa de la ciudad de Antofagasta se negara a realizar el evento en su ciudad. Los partidos se disputaron en el Estadio Germán Becker de la sureña ciudad de Chile, y también unos encuentros fueron disputados en la cancha de la Universidad de la Frontera de Temuco (UFRO) y en las comunas de Freire y Pitrufquén.

## Equipos participantes[5]
| - Selección juvenil de rugby de Italia - Selección juvenil de rugby de Portugal (Lobinhos) - Selección juvenil de rugby de Chile (Cóndores M20) - Selección juvenil de rugby de Namibia (Young Welwitschias) | - Selección juvenil de rugby de Japón - Selección juvenil de rugby de Tonga - Selección juvenil de rugby de Canadá - Selección juvenil de rugby de Uruguay (Teros M20) |

## Grupo A

### Posiciones[6]
| Pos. | Equipo   | Encuentros | Encuentros | Encuentros | Encuentros | Tantos  | Tantos    | Tantos     | Puntos Bonus | Puntos Totales |
| Pos. | Equipo   | jugados    | ganados    | empatados  | perdidos   | a favor | en contra | diferencia | Puntos Bonus | Puntos Totales |
| ---- | -------- | ---------- | ---------- | ---------- | ---------- | ------- | --------- | ---------- | ------------ | -------------- |
| 1    | Italia   | 3          | 3          | 0          | 0          | 142     | 26        | + 116      | 3            | 15             |
| 2    | Chile    | 3          | 2          | 0          | 1          | 47      | 77        | - 30       | 0            | 8              |
| 3    | Portugal | 3          | 1          | 0          | 2          | 45      | 94        | - 49       | 0            | 4              |
| 4    | Namibia  | 3          | 0          | 0          | 3          | 45      | 82        | - 37       | 1            | 1              |

Nota: Se otorgan 4 puntos al equipo que gane un partido y 2 al que empate
Puntos Bonus: 1 punto por convertir 4 tries o más en un partido y 1 al equipo que pierda por no más de 7 tantos de diferencia
|  | Juega por el 1º puesto |

|  | Juega por el 3º puesto |

|  | Juega por el 5º puesto |

|  | Juega por el 7º puesto |

### Resultados

#### Primera fecha
| 28 de mayo | Italia | 33 - 7  | Namibia | Estadio Municipal de Freire, Freire |  |
|            |        | Reporte |         |                                     |  |

| 28 de mayo | Chile | 18 - 6  | Portugal | Estadio Municipal Germán Becker, Temuco |  |
|            |       | Reporte |          |                                         |  |

#### Segunda fecha
| 1 de junio | Portugal | 26 - 17 | Namibia | Universidad de La Frontera, Temuco |  |
|            |          | Reporte |         |                                    |  |

| 1 de junio | Chile | 6 - 50  | Italia | Estadio Municipal Germán Becker, Temuco                     |                                                             |
|            |       | Reporte |        | Asistencia: 8000 espectadores Árbitro(s): Toku Otsuki Japón | Asistencia: 8000 espectadores Árbitro(s): Toku Otsuki Japón |

#### Tercera fecha
| 5 de junio | Italia | 59 - 13 | Portugal | Estadio Municipal de Freire, Temuco |  |
|            |        | Reporte |          |                                     |  |

| 5 de junio | Chile | 23 - 21 | Namibia | Estadio Municipal de Freire, Temuco |  |
|            |       | Reporte |         |                                     |  |

## Grupo B

### Posiciones
| Pos. | Equipo  | Encuentros | Encuentros | Encuentros | Encuentros | Tantos  | Tantos    | Tantos     | Puntos Bonus | Puntos Totales |
| Pos. | Equipo  | jugados    | ganados    | empatados  | perdidos   | a favor | en contra | diferencia | Puntos Bonus | Puntos Totales |
| ---- | ------- | ---------- | ---------- | ---------- | ---------- | ------- | --------- | ---------- | ------------ | -------------- |
| 1    | Canadá  | 3          | 3          | 0          | 0          | 99      | 36        | + 63       | 2            | 14             |
| 2    | Japón   | 3          | 2          | 0          | 1          | 98      | 81        | + 17       | 2            | 10             |
| 3    | Tonga   | 3          | 1          | 0          | 2          | 63      | 87        | - 24       | 2            | 6              |
| 4    | Uruguay | 3          | 0          | 0          | 3          | 55      | 111       | - 56       | 0            | 0              |

Nota: Se otorgan 4 puntos al equipo que gane un partido y 2 al que empate
Puntos Bonus: 1 punto por convertir 4 tries o más en un partido y 1 al equipo que pierda por no más de 7 tantos de diferencia
|  | Juega por el 1º puesto |

|  | Juega por el 3º puesto |

|  | Juega por el 5º puesto |

|  | Juega por el 7º puesto |

### Resultados

#### Primera fecha
| 28 de mayo | Japón | 40 - 20 | Uruguay | Estadio Municipal de Freire, Freire |  |
|            |       | Reporte |         |                                     |  |

| 28 de mayo | Tonga | 6 - 24  | Canadá | Estadio Municipal Germán Becker, Temuco |  |
|            |       | Reporte |        |                                         |  |

#### Segunda fecha
| 1 de junio | Japón | 15 - 39 | Canadá | Universidad de la Frontera, Temuco |  |
|            |       | Reporte |        |                                    |  |

| 1 de junio | Tonga | 35 - 20 | Uruguay | Estadio Municipal Germán Becker, Temuco |  |
|            |       | Reporte |         |                                         |  |

#### Tercera fecha
| 5 de junio | Canadá | 36 - 15 | Uruguay | Estadio Municipal de Pitrufquén, Pitrufquén |  |
|            |        | Reporte |         |                                             |  |

| 5 de junio | Japón | 43 - 22 | Tonga | Estadio Municipal de Pitrufquén, Pitrufquén |  |
|            |       | Reporte |       |                                             |  |

## Finales[7]

### 7º puesto
| 9 de junio 11:00 | Namibia | 29 - 40 | Uruguay | Estadio Municipal Germán Becker, Temuco |  |
|                  |         | Reporte |         |                                         |  |

### 5º puesto
| 9 de junio 13:00 | Portugal | 7 - 27  | Tonga | Estadio Municipal Germán Becker, Temuco |  |
|                  |          | Reporte |       |                                         |  |

### 3º puesto
| 9 de junio 15:00 | Chile | 38 - 35 | Japón | Estadio Municipal Germán Becker, Temuco |                                |
|                  |       | Reporte |       | Asistencia: 7.000 espectadores          | Asistencia: 7.000 espectadores |

### 1º puesto
| 9 de junio 17:00 | Italia | 45 - 23 | Canadá | Estadio Municipal Germán Becker, Temuco |  |
|                  |        | Reporte |        |                                         |  |

| Bandera de Italia |
| Campeón Italia    |
| Segundo título    |

## Posiciones finales
| Posición | Selección |
| -------- | --------- |
| 1        | Italia    |
| 2        | Canadá    |
| 3        | Chile     |
| 4        | Japón     |
| 5        | Tonga     |
| 6        | Portugal  |
| 7        | Uruguay   |
| 8        | Namibia   |